# Ćutin Mali
Koordinati:   44°43′27″N, 14°29′36″E
Ćutin Mali je majhen nenaseljen otoček v Kvarnerskem zalivu (Hrvaška).
Ćutin Mali leži pred vzhodno obalo Cresa, okoli 0,2 km vzhodno od otočka Ćutin Veli. Površina otočka je manjša od 0,1 km².